# Айрънмен триатлон
Айрънмен триатлон (на английски: Ironman Triathlon) е вид триатлон на дълга дистанция организиран от световната триатлон корпорация (WTC). Състезанието се състои от 3.86 километра плуване, 180.25 километра колоездене и 42.20 километра бягане, които се провеждат едно след друго и без почивки. Счита се за едно от най-тежките физически спортни състезания в света.
Айрънмен триатлонът обикновено има контролно време за завършване от 16 или 17 часа. Състезанието започва в 7 сутринта. Контролното време за завършване на плуването е 9:20 (2 часа и 20 минути), за колоезденето е 17:30 (8 часа и 10 минути), а бягането на маратонската дистанция приключва в полунощ (6 часа и 30 минути). Всеки участник финиширал състезанието в контролното време получава титлата Айрънмен.
Името Айрънмен триатлон се асоциира и с оригиналния Айрънмен триатлон, който се провежда от 1978 година в Хаваи. Това състезание носи името Световен шампионат Айрънмен и се провежда в Каилуа–Кона, Хаваи.